# John Groves (Komponist)

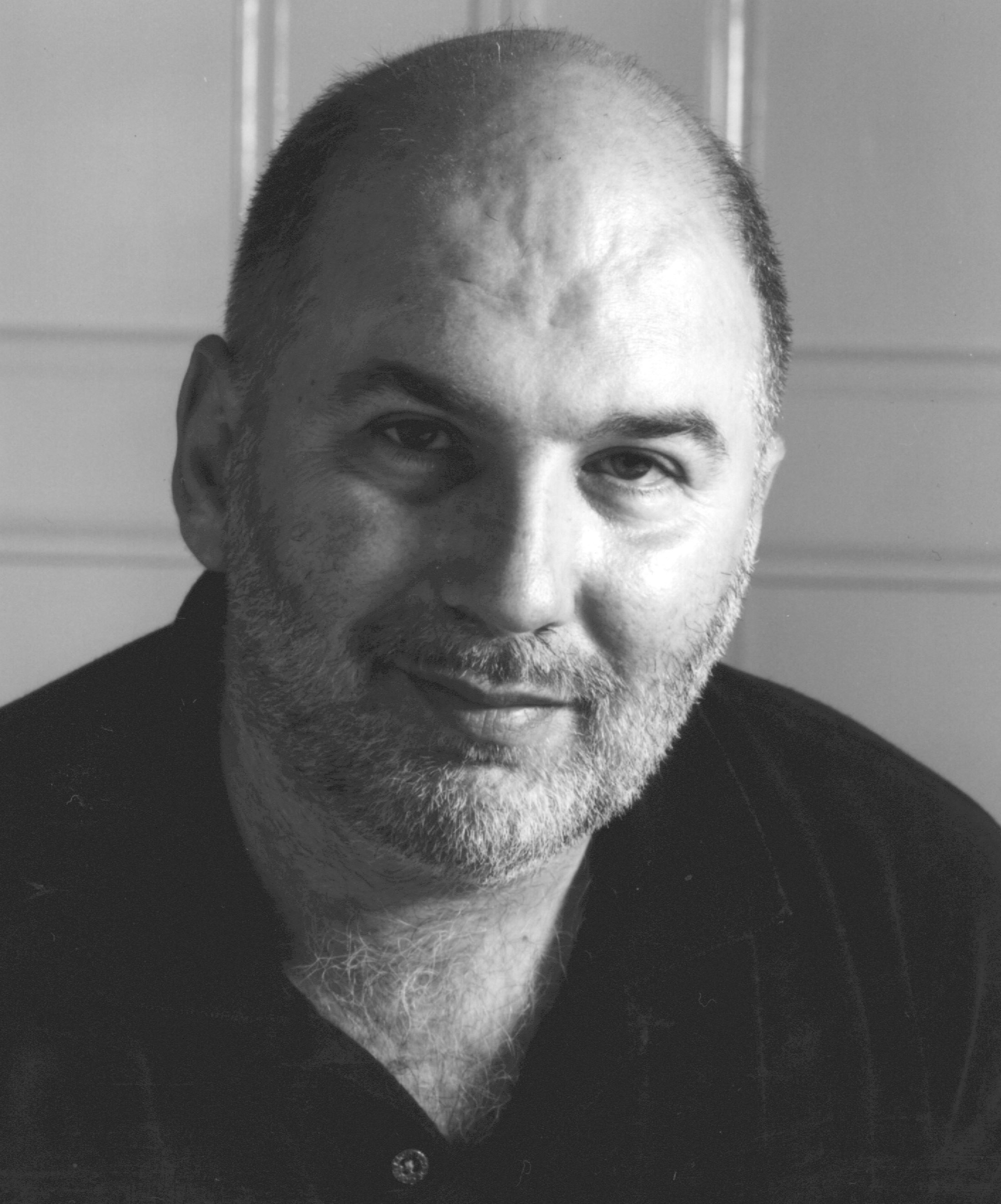
John Groves im Jahr 2007

John Groves (* 9. August 1953 in Hamburg) ist ein Komponist, Musikproduzent für Werbung und Kommunikation sowie Berater im Bereich der akustischen Markenführung.

## Biographie
John Groves wurde am 9. August 1953 als Sohn britischer Eltern in Hamburg geboren und wuchs in Slough in England auf. Ende der 1970er Jahre zog er nach Schweden, wo er erste Erfahrungen im Bereich der Musikproduktion für die Werbung machte. 1983 zog er nach Hamburg und gründete die GROVES Sound Communications. 1985 beriet Groves den WDR und den NDR und entwickelte jeweils Soundidentitäten. 1988 entwickelte er für DEA eine akustische Markenführung. Er ist Präsident des (CC) Composers Club e.V.

## Berufliche Schwerpunkte

### Werbung
In der Musikproduktion für Werbung ist John Groves seit den 1980er Jahren aktiv. Neben Orchesterwerken unter anderem für Berliner Kindl und das 25-jährige Jubiläum des Audi Quattro schrieb er Werbemelodien für Marken wie DEA, VISA, Bacardi, bonprix Mentos, Melitta, Bitburger und Wrigley’s.

### Akustische Markenführung
Groves befasst sich seit den 1990er Jahren mit der strategischen Entwicklung akustischer Markenidentitäten. Er entwickelt und realisiert Soundidentitäten für EnBW, LBS, Winterthur Versicherung, Austrian Airlines und die koelnmesse. Workshops und Beratungen wurden unter anderem für Mercedes-Benz, T-Com und die Volksbank Raiffeisenbank durchgeführt.

### Vorträge
John Groves betätigt sich regelmäßig als Dozent an der Texterschmiede, der Miami Ad School sowie an verschiedenen Universitäten und (Fach-)Hochschulen in Deutschland und Europa.

### Weiteres
2003 produzierte er mit dem Camerata Orchestra in Megaron in der Athens Concert Hall eine CD, auf der Vicky Leandros Musik von Mikis Theodorakis singt.
1996 erschien Heard it all before, ein von Groves geschriebener Song, den Al Jarreau auf einer von Sir Peter Ustinov veranstalteten Galaveranstaltung singt. Im selben Jahr schrieb Groves das Musical „Edgerounder“.

## Veröffentlichungen
- comMUSICation - From Pavlov’s Dog to Sound Branding, Oak Tree Press, Irland 2011.
- „A Brand Sound Trade Association as a Growth Accelerator - Generic Arguments for Sound Branding“. In: Bronner, Hirt, Ringe (Hrsg.): Audio Branding Academy Yearbook 2009 / 2010, 2010.
- „A Short History of Sound Branding“. In: Kai Bronner, Rainer Hirt (Hrsg.): Audio-Branding - Entwicklung, Anwendung, Wirkung akustischer Identitäten in Werbung, Medien und Gesellschaft, 2007.
- „Sound Branding – Strategische Entwicklung von Markenklang“. In: Henning Meyer (Hrsg.): Marken-Management 2008/2009 - Jahrbuch für Strategie und Praxis der Markenführung, 2007.